# Fatsia polycarpa
Espèce
Synonymes
- Diplofatsia polycarpa (Hayata) Nakai[2]

Statut de conservation UICN

 NT  : Quasi menacé
Fatsia polycarpa est une espèce de plantes de la famille des Araliaceae originaire de Taïwan.

## Description
Fatsia polycarpa est originaire de Taïwan. Les feuilles ont 9 à 13 lobes étroits, divisés presque jusqu'à la base de la feuille. Certains auteurs le placent dans un autre genre et le nomment Diplofatsia polycarpa.